# Воеводский сеймик
Воеводский сеймик — сословно-представительный орган власти в воеводстве во времена Великого княжества Литовского и Речи Посполитой Обоих Народов.
На воеводских сеймиках обсуждались местные и общегосударственные дела, избирались депутаты на вальный сейм Речи Посполитой и вырабатывались инструкции для них, там же выдвигались кандидаты на судебные должности (Верховный трибунал), определялись налоги.
В отличие от поветовых сеймиков, на воеводских сеймиках вырабатывались ходатайства и просьбы к великому князю и правительству, заслушивались отчёты и информация о постановлениях и законах, принятых на всеобщих вальных сеймах.